# Partido Comunista de Unificación
Partido Comunista de Unificación fue un partido político en la Transición española. 
Se creó en 1976 por la unión de dos grupos: Lucha de Clases (implantado sobre todo en Cataluña y Menorca) y Larga Marcha hacia la Revolución Socialista (en Zaragoza y Navarra), a los que se sumó a finales de ese mismo año la Organización Comunista Información Obrera (de ámbito gallego).
El PCU promovió la abstención en el Referéndum sobre la Ley para la Reforma Política celebrado en diciembre de 1976. 
En 1977 se fusionó con el Partido del Trabajo de España (PTE), con el nombre de este último.